# Joseph-Marie Timon-David
Pour les articles homonymes, voir Timon-David, Timon et David.
Joseph-Marie Timon-David (né le 29 janvier 1823 à Marseille et mort le 10 avril 1891 dans la même ville) est un prêtre catholique français issu d'une grande famille marseillaise. Ému par la misère spirituelle et humaine des jeunes ouvriers il se consacre entièrement à leur éducation chrétienne à travers les loisirs et une formation spirituelle sérieuse et adaptée. « Ici on joue, ici on prie », telle sera la présentation de son « Œuvre de Jeunesse » et de son « École ». 
Sur les conseils de son évêque, saint Eugène de Mazenod, il fonde, au service de son Œuvre, la Congrégation du Sacré-Coeur. L’amour du Cœur de Jésus sera la raison d’être de Timon-David, de sa congrégation religieuse, de ses œuvres d’éducation. Éducateur-né, soucieux de « graver Jésus-Christ dans les cœurs », il aide les jeunes à s’attacher au Cœur du Christ, source de toute sainteté au moyen de sa « Méthode d’éducation surnaturelle » qui le fera connaître dans toute la France et au-delà de l’Hexagone. Joseph-Marie Timon-David, au cours des années perfectionne sa formule et doit traverser de nombreuses épreuves dues aux difficultés de toute fondation et aux évènements politiques et sociaux. 
Quand il meurt en 1891, bien que peu nombreuses, ses Œuvres et sa Congrégation sont bien vivantes, puisant leur dynamisme dans la spiritualité du Cœur de Jésus. Une famille spirituelle était née, les « Timoniens », qui aujourd’hui encore, à travers ses maisons continue à servir les jeunes des milieux populaires. Une congrégation religieuse, un projet éducatif, une Famille, composée de jeunes et d’adultes vivant une spiritualité, des jeunes réunis autour du Cœur de Jésus dans les diverses maisons timoniennes. Une mission : aller du Cœur du Christ au cœur des jeunes.

## Biographie

### Enfance

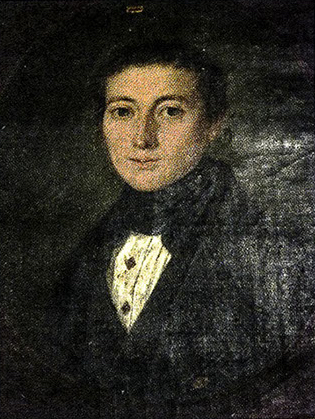
Portrait jeune de Joseph-Marie Timon-David.

Joseph-Marie Timon-David est né dans une famille aisée et profondément chrétienne qui a laissé son nom à l'hôpital et au quartier de La Timone, mais a connu les épreuves de la Révolution française. Son père, Jean-François Timon-David, receveur principal des droits de l'amiral de France Louis-Jean-Marie de Bourbon en 1790, a dû émigrer à l’étranger sous la Révolution. Sa mère, Mélanie de Collet, fille d'un ancien premier consul de Carpentras a connu Jean-François Timon-David en émigration. Joseph est le cinquième enfant de la famille, dont Jean-Baptiste Gabriel Marie, qui sera conseiller général des Bouches-du-Rhône. Son grand-père, l'homme d'affaires Jean Timon-David (1712-1793), donnera son nom à la Timone. La rue du Timon, à Marseille, est nommée en honneur de sa famille. Joseph-Marie Timon-David est l'arrière petit-neveu de Mgr Joseph-Ignace de Foresta et le cousin germain de Henry de La Madelène. Il a pour parrain Marie-Joseph de Foresta (cousin germain de son père) et pour marraine Mme de Foresta, née Rémusat (sa grand-tante).
À sa naissance, son père a 68 ans, sa mère 40. C’est elle qui va lui donner une solide éducation tant humaine que chrétienne. Joseph est un garçon attachant, sensible, imaginatif, volontaire, intelligent et intuitif. Sa mère saura l’éduquer avec tact et patience, ce qui n’est pas le cas de tous les instituteurs auxquels il est confié durant son enfance. Leurs méthodes d’éducation sont dures ; Joseph s’en souviendra toute sa vie. Il sent naître en lui la vocation de prêtre. En 1833 son père meurt. Joseph végète scolairement ; le choléra frappe Marseille. En 1835, sa mère décide de l’envoyer faire ses études en Suisse, à Fribourg, au Collège Saint-Michel tenu par les Jésuites. Là il rencontre des religieux maîtres en éducation ; il est subjugué. Il va s’imprégner de leurs méthodes éducatives. Fribourg va le marquer à jamais. Pour lui le Collège Saint-Michel sera « le prototype d’une maison d’éducation ».

### Formation et ordination
Voulant répondre à sa vocation de prêtre il est envoyé à Paris en 1842 par son évêque, Eugène de Mazenod, au séminaire de Saint-Sulpice, en particulier pour qu’il se forme à la méthode catéchétique de Saint-Sulpice. À Saint-Sulpice Joseph va devenir ultramontain, un fervent défenseur du Pape, par réaction au Gallicanisme régnant ; sa rencontre avec Dom Guéranger, restaurateur de Solesmes, va l’ouvrir au sens et à la beauté de la liturgie.
Peu avant son ordination, des rencontres providentielles, à Paris et à Marseille, lui font découvrir les besoins spirituels de la classe ouvrière. Il sent là un appel intérieur qui sera sa nouvelle vocation. Le 29 juin 1846, au cours de sa première messe, il s’engage irrévocablement : « J’entends par le ‘vœu de servitude’ envers les âmes des pauvres, la promesse de me porter constamment et de toutes mes forces à la sanctification des ouvriers grands ou petits que la Providence m’a confiés »

### Fondation de l'œuvre de la jeunesse ouvrière

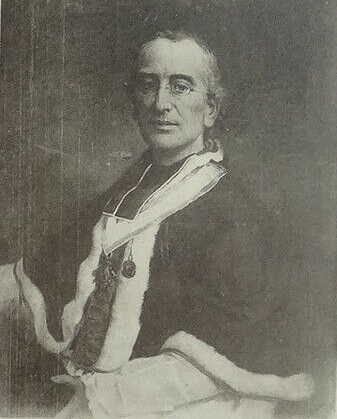
L'abbé Timon-David, chanoine du diocèse de Marseille et d'Avignon.

Dès son ordination il va se jeter avec la fougue de ses 23 ans à cet apostolat des jeunes ouvriers. Des essais pénibles et infructueux lui feront comprendre qu’il est fait non pour « faire du bien » et « brasser les affaires » mais pour « graver Jésus-Christ dans les cœurs » en imitant la Méthode qu’un saint prêtre marseillais, l’abbé Jean-Joseph Allemand avait appliquée pour former les jeunes de la bourgeoisie ; une petite congrégation religieuse était au service de son œuvre. Riche de sa formation à Fribourg et à Saint-Sulpice ainsi que de la « Méthode Allemand », il est prêt pour ouvrir son œuvre.
Le 1er novembre 1847 le père Timon-David ouvre, avec la collaboration des Messieurs de l'institut de l'œuvre de la jeunesse Jean Joseph Allemand, « l’œuvre de la jeunesse ouvrière » ouverte sous le titre d'« Œuvre du Sacré-Cœur ». il fait ses réelles premières armes en suivant mot à mot la Méthode Allemand ; bien vite, tout en y restant fidèle, il lui donnera son cachet personnel. Sous les conseils avisés de celui qui sera son conseiller spirituel pendant plus de 30 ans, le père Jean du Sacré-Cœur, la dévotion au Sacré-Cœur va prendre dans sa vie la première place. Pour lui le Sacré-Cœur est le véritable fondateur et protecteur de l’œuvre. Les membres de l’œuvre se consacrent au Sacré-Cœur et s’engagent à « l’honorer par toute leur vie et à étendre son règne ».

### Fondation de la Congrégation
Voyant la qualité et l’ampleur du travail fait dans cette œuvre, Mgr Eugène de Mazenod pousse le père Timon-David à fonder une Congrégation religieuse au service de l’œuvre. Le père Timon ne s’en croit pas capable. Mais, le 20 novembre 1852, par un même texte l’évêque reconnaît à la fois l’œuvre et la communauté religieuse, laquelle n’existe pas encore, et leur donne pour patron le Sacré-Cœur de Jésus ! La communauté va connaître quelques essais difficiles. Ce n’est qu’en 1859 qu’elle commencera réellement à exister. L’œuvre, quant à elle, continue et grandit en taille et en amour du Cœur de Jésus et en étant dur avec ses frères pour les faire grandir en sainteté.

### Son rayonnement
1859 est une année charnière dans la vie de Timon-David. La communauté prend forme et se stabilise. Il commence à être connu, lui et sa Méthode de direction des œuvres de jeunesse. En France le souci d’évangéliser les jeunes ouvriers passionne beaucoup de prêtres. Le père Timon va devoir exposer ce qu’il fait ; on va le pousser à le mettre par écrit et à en faire la publication. À partir de ce moment-là et jusqu’à la fin de sa vie, beaucoup viendront de toute la France, et même d’ailleurs, jusqu’à Marseille voir sur le terrain la Méthode en action. Le père Timon, tout en donnant toujours la priorité aux jeunes de sa maison et à sa communauté sillonnera la France pour expliquer sa Méthode ; il multipliera ses écrits ; il sera toujours le promoteur d’une éducation franchement chrétienne qui n’a pas peur d’inviter les jeunes à aller le plus loin possible sur le chemin de la sainteté.
En 1864 il ouvre, annexée à l’œuvre, l’École du Sacré-Cœur pour élargir l’influence éducatrice de l’œuvre. Il veut qu’elle soit une école sacerdotale pour les enfants d’ouvriers. Il s’inspire d’un saint qu’il vénère : saint Joseph Calasanz dont il écrira la vie. Il a 40 ans ; c’est sa période de maturité ; l’œuvre grandit et rayonne ; l’influence du père est grande. Il ouvre une nouvelle maison à Marseille. Mais une épreuve lourde et longue à porter va la marquer. Sa petite communauté va connaître durant plus de 10 ans des épreuves purificatrices dont l’évêque de Marseille est la principale cause. Le 8 juillet 1876, la reconnaissance de la Congrégation comme Congrégation cléricale de droit pontifical mettra un terme à toutes ces épreuves. La Congrégation enfin peut vivre. Il continue toute son œuvre avec ses idées royalistes anti-révolutionnaires.
Les épreuves passées rendent le Père prudent. Son souci premier, ce sont les jeunes et les œuvres qu’il faut sauvegarder ; la communauté est à leur service. Il va ouvrir une maison à Aix, une à Béziers. La communauté grandit peu. Le ministère est particulier et pénible. Quand il meurt le 10 avril 1891, jour anniversaire de la mort de l’Abbé Allemand, l’œuvre de sa vie est assurée et peut continuer. Jusqu’au bout, malgré tous les tracas et sa notoriété, il est resté fidèle à son vœu de servitude à la jeunesse ouvrière.
Il est dit serviteur de Dieu.
L'avenue Timon-David, à Marseille, est nommé en son hommage.